# Virgen del prado (Giovanni Bellini)

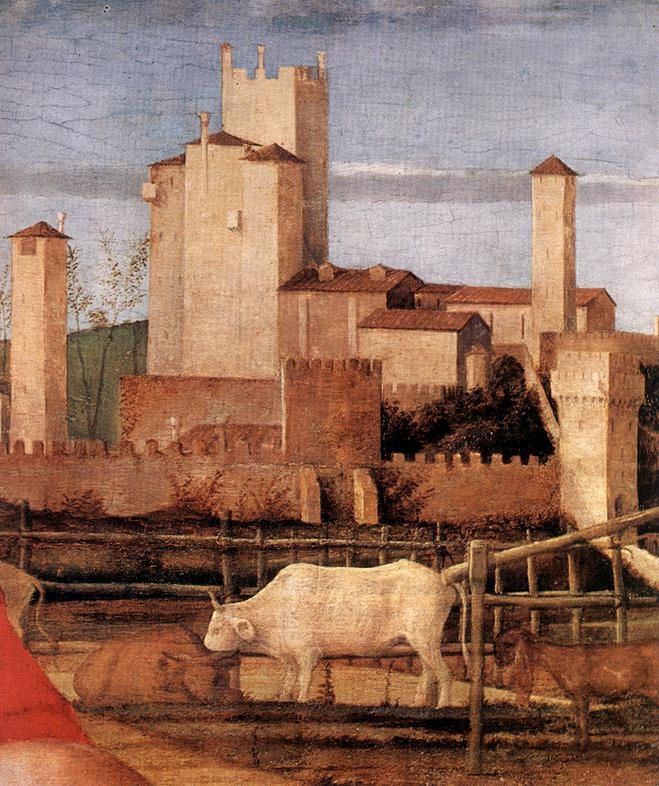
Detalle del paisaje, con las murallas de Feltre tal como eran en la época.

La Virgen del prado o Madonna de la pradera es un óleo sobre tabla luego trasladado a lienzo de 67,3 x 86,4 cm de Giovanni Bellini, de hacia 1505 y conservado en la National Gallery de Londres.

## Historia
La obra fue durante largo tiempo atribuida a Marco Basaiti y fue Gronau, en 1928, el primero en asignarla a Bellini. Hoy está considerada unánimemente una obra maestra de la madurez tardía del artista, donde por primera vez se logra la fusión entre figuras sagradas y el fondo que es la base de los mejores resultados del Renacimiento veneciano.
El estado de conservación no es excelente, debido a que la obra sufrió daños cuando fue transferida a lienzo en 1949.

## Descripción y estilo
En la Madonna de la Pradera, a la iconografía medieval de la "Virgen de la Humildad" se superpone un amplio y muy luminoso paisaje rural, al que se le da tanta importancia como al tema devocional.
El paisaje, indagado hasta en los mínimos detalles de la vida diaria, se adecua perfectamente al tono íntimo y familiar de las dos figuras, cuyas actitudes invitan a la meditación y aluden a la muerte y pasión de Jesús, reforzada por la encarnación del Niño.
La Virgen está sentada en el suelo de hierba con el Niño dormido acostado en su regazo; al fondo se extiende una campiña soleada con ganado, vacas y ovejas que también esconden simbolismo religioso. Las figuras humanas se funden con el paisaje, gracias a la armonía de los colores y el uso suave de la luz y del claroscuro, principios que están en la base de la pintura tonal. La posición abandonada del Niño (que recuerda claramente una piedad), su palidez y ojos cerrados aluden a su destino mortal, como el cuervo (en lo alto a la izquierda) sobre el árbol seco. Al pie, el pelícano que mata a la serpiente alude en cambio a la resurrección, símbolo de nueva vida, de sacrificio y de liberación del mal del pecado original.

### El paisaje
El paisaje primaveral detrás de María (otra alusión a la resurrección, ya que la naturaleza despierta del letargo invernal) está constituido sucesivamente por un amplio y extenso prado, una colina y un cinturón de montes azulados: se reconoce el campo al sur de los muros de Feltre, especialmente la colina, conocida como "Colle delle Capre", sobre la que se levanta la ciudadela, así como la corona de los picos feltrinos. En el lugar en el cual se sienta la Virgen se levantaba antiguamente, al sur de Feltre y fuera de los muros, la iglesia y el convento de Santa María de la Pradera con un hospital-hospicio anexo (donde actualmente se encuentra la estación ferroviaria) que se aprecia a la derecha. Todavía hoy el hospital civil de la ciudad lleva el mismo nombre.
Se ve luego un hombre cuidando el ganado: la institución se basaba de hecho en las donaciones testamentarias de los ciudadanos feltrinos y poseía vastas parcelas en el campo circundante que alquilaba y de las que extraía productos agrícolas para el sustento de los asistidos y el propio. Hay finalmente un hombre a la izquierda sentado solo vestido con una camisa, que recuerda a los enfermos que se curaban física y sobre todo espiritualmente en el lugar.